# Türke
Türke (szlovénül: Trdkova) falu Szlovéniában a Muravidéken, Kuzma községhez tartozik.

## Fekvése
Muraszombattól 30 km-re északnyugatra a magyar-osztrák-szlovén hármashatár közvetlen közelében fekszik. A településen található a Szölnöki-patak (Türke-patak, szlovénül: Seniški potok) forrása.

## Története
Első írásos említése 1387-ből való "Trekwlgh" néven, ekkor Dobra várának uradalmához tartozott. Dobrát 1387-ben kapja királyi adományként a Balog nembeli Felsőlendvai Széchy Miklós nádor. Az uradalomhoz tartozó falvak felsorolásánál Türke is, ekkor még Trekvölgy néven szerepel. 1607-ben a dobrai uradalommal együtt a Batthyány család birtoka lett.
A 16. században itt is elterjedt a reformáció, 1627-ben Türke is a felsőszölnöki gyülekezethez tartozott. Az 1698-as egyházi vizitáció szerint azonban a gyülekezet már újra katolikus volt. Az 1778-as vizitáció feljegyzése szerint az itteni gyerekek Felsőszölnökre jártak iskolába. A szomszédos Martinyán 1860-ban nyílt az iskola, melyet 1945-ben nyolc osztályossá bővítettek. 1914-ben Türkével együtt 134 tanuló járt ide.
Vályi András szerint " Türke, vindus falu Vas vármegyében, a dobrai uradalomhoz tartozik, 224 hold majorsági birtokkal."
Fényes Elek szerint " Türke, vindus falu, Vas vmegyében, sovány, hegyes vidéken, 283 kath. lak., kik gyakori ügyes lopásaik miatt mintegy példa beszéddé váltak egész Vandaliában. F. u. gróf Batthyáni."
A 19. század második felében szomszédos Martinyával egyesítették.
1910-ben Magasfoknak Türkével együtt 825, túlnyomórészt szlovén lakosa volt. 1919-ben mindkét falut a Szerb–Horvát–Szlovén Királysághoz csatolták, s az egyesítést megszüntették. 1941-ben ismét Magyarországhoz jutott, majd 1945 után véglegesen Jugoszlávia része lett. 1975-ben a Magasfoki iskola megszüntetése után a gyerekek Péterhegyre vagy Kuzmára járnak.1991 óta a független Szlovén Köztársaság része.

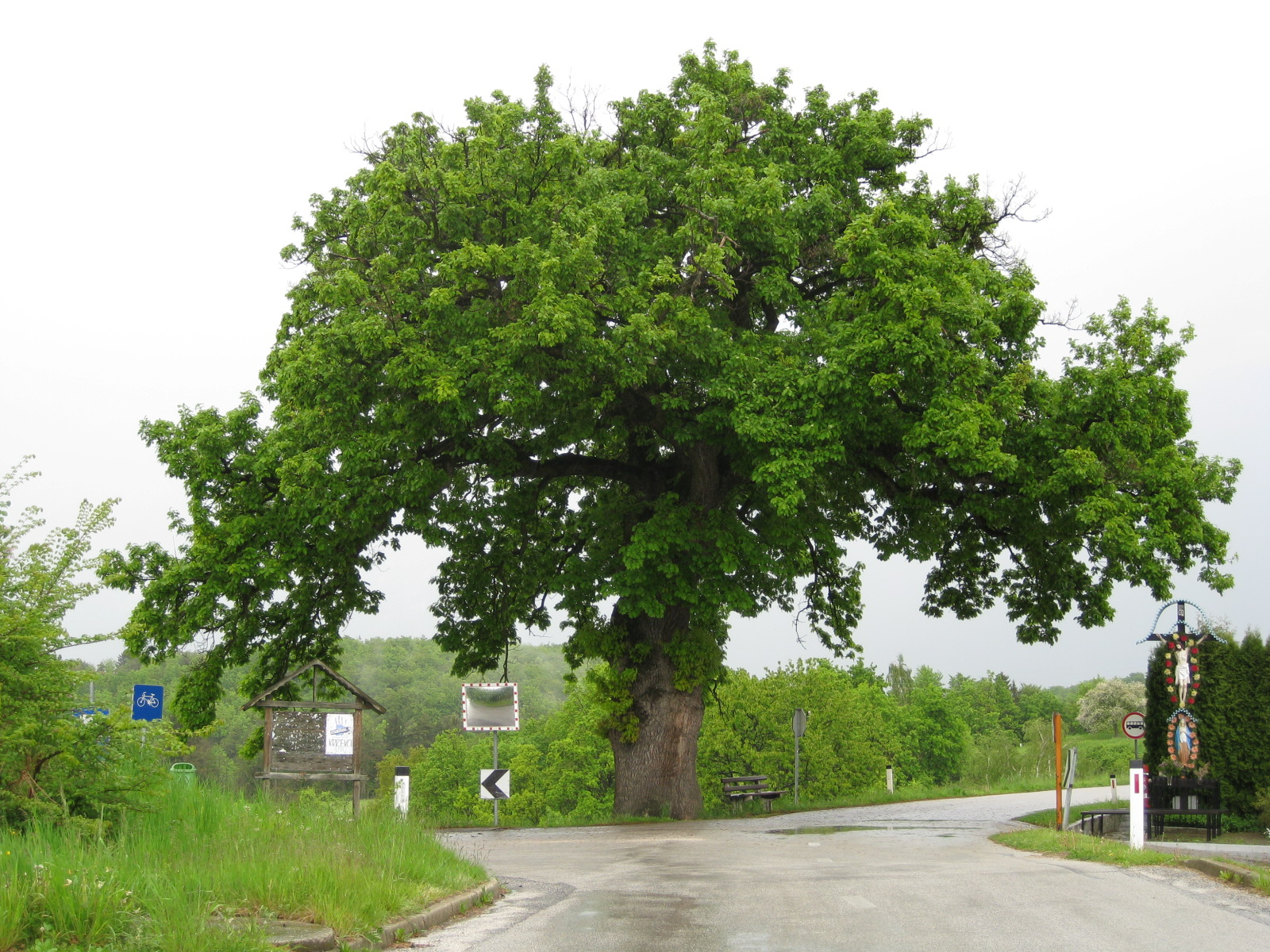
Ősi tölgyfa Türke határában.

## Nevezetességei
- A határában található a hármashatár-kő, amit a trianoni békeszerződés után emelt Felsőszölnök, Tóka, és Türke a három ország (Jugoszlávia, Ausztria és Magyarország) közé. A magyar oldala ma is Magyarország legnyugatibb pontja.
- Szent Cirill és Metód tiszteletére szentelt kápolnája.